# Peru
Peru (španělsky Perú, kečuánsky Piruw), plným názvem Peruánská republika, je stát nacházející se na severozápadě Jižní Ameriky. Jeho sousedy jsou Bolívie, Brazílie, Chile, Kolumbie a Ekvádor. Hlavním městem je Lima.
Na území Peru sídlila jedna z nejstarších světových kultur Norte Chico (32. století před naším letopočtem) a později incká říše, největší stát předkolumbovské Ameriky. Říše Inků měla centrum v dnešním Peru, ale táhla se i dál na jih a sever. Potomci Inků nadále žijí v Andách tradičním způsobem života a tvoří polovinu peruánské populace. Incké území bylo podrobeno v 16. století Španělskem a následně na něm vzniklo místokrálovství Peru, pod které patřila většina španělských jihoamerických kolonií. Nezávislost na Evropě země vyhlásila v roce 1821, reálně ji získala roku 1824, po vojenských kampaních José de San Martína a Simóna Bolívara, zvláště pak po rozhodující bitvě u Ayacucha. Poté prošlo Peru obdobími politických nepokojů, finančních krizí, válkou s Chile, jakož i fázemi stability a hospodářského růstu. Klíčovou postavou ekonomického vzmachu na konci 20. století byl prezident Alberto Fujimori, který si zároveň poradil s maoistickými teroristy z hnutí Světlá stezka. Na druhou stranu byl obviněn z porušování lidských práv a násilného potlačování opozice.
Peru je republika se zastupitelskou demokracií, rozdělená do 25 regionů. Vyznačuje se vysokou biologickou diverzitou, neboť geografie země se mění od vyprahlých planin u tichomořského pobřeží, přes hory Andy až po amazonský deštný prales.
Je to rozvojová země se středním indexem lidského rozvoje a mírou chudoby kolem 19 procent, nicméně má jeden z nejrychlejších průmyslových růstů na světě, v průměru 9,6 % ročně. Mezi hlavní hospodářské činnosti patří tradičně zemědělství, rybolov, důlní průmysl a výroba textilu, nově rozvíjejícími se obory jsou telekomunikace a biotechnologie. Země je součástí Asijsko-pacifického hospodářského společenství a Transpacifického partnerství.
V Peru žije přibližně 32 milionů obyvatel různých národností, včetně původních obyvatel Peru, Evropanů, Afričanů a Asiatů. Ačkoli je španělština hlavním jazykem, mnoho Peruánců používá ajmarštinu a kečuánštinu, která je vedle španělštiny také úředním jazykem. Tato směs kulturních tradic má za důsledek velkou rozmanitost v oblastech umění, literatury, hudby a kuchyně. Hlavním náboženstvím je křesťanství.

## Dějiny

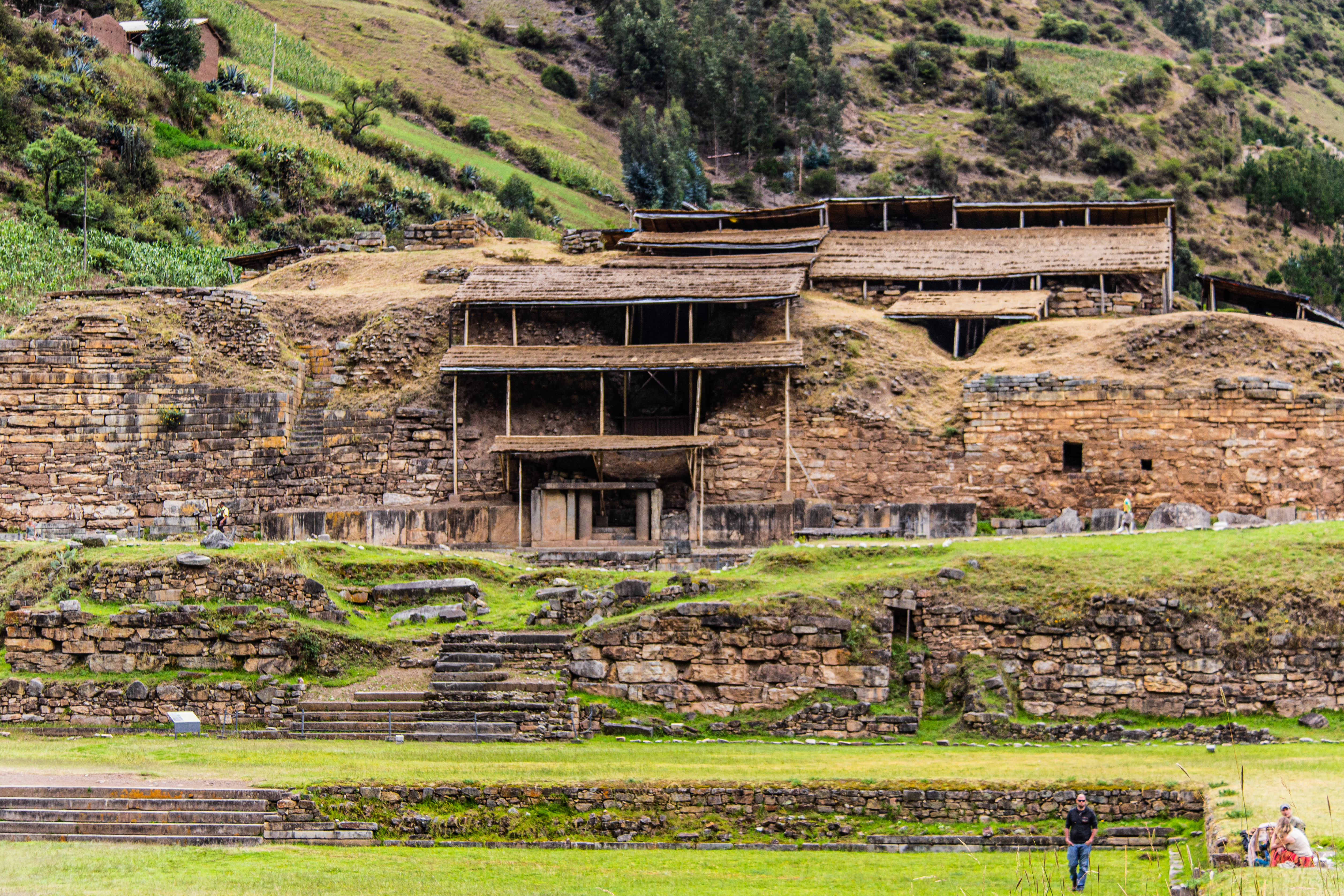
Chavín de Huántar

Nejstarší důkazy lidské činnosti na tomto území se datují přibližně do roku 11 000 př. n. l. Nejstarší známá peruánská kultura, Norte Chico (zvaná též Caral), vzkvétala v letech 3000 až 1800 př. n. l. podél Tichého oceánu. Jako další se rozvíjely kultury Chavínská, Paracaská, Močická, Nasca, Tiwanaku, Vari a Čimú. Nejvýznamnější byl Chavín, tato kultura existovala zhruba v letech 900–200 př. n. l. Jejím centrem a obřadním místem bylo město Chavín de Huántar. Byla to patrně první jihoamerická kultura, která zpracovávala zlato. Po pádu Chavínu bylo nejdůležitějším civilizačním centrem Vari, neboli Huarijská kultura. Říše Huari se začala rozvíjet okolo roku 500 a existovala zhruba půl století. Počet obyvatel hlavního města Huari se odhaduje na 40 000.
V 15. století se Inkové seskupili do silného státu a během století vytvořili největší říši v předkolumbovské Americe. Incká říše si postupně podrobila všechny ostatní andské národy např. roku 1475 říši Čimú. V 15. století Incká říše ovládala území asi 3 000 000 km². Tato oblast dnes tvoří velkou část území Kolumbie, Ekvádoru, Peru, Bolívie, Argentiny a Chile a byla propojena rozlehlou sítí cest. Hlavní město incké říše bylo Cuzco ležící v peruánských horách. Kromě své vojenské moci vynikali Inkové i v architektuře (viz Machu Picchu). Jinak všechny andské kultury byly zemědělské a využívaly zavlažování a terasy; důležitý byl rybolov a hospodaření s velbloudovitými. Jelikož tyto kultury neměly pojem o trhu nebo penězích, jejich spolupráce se spoléhala na oboustrannost a přerozdělování.

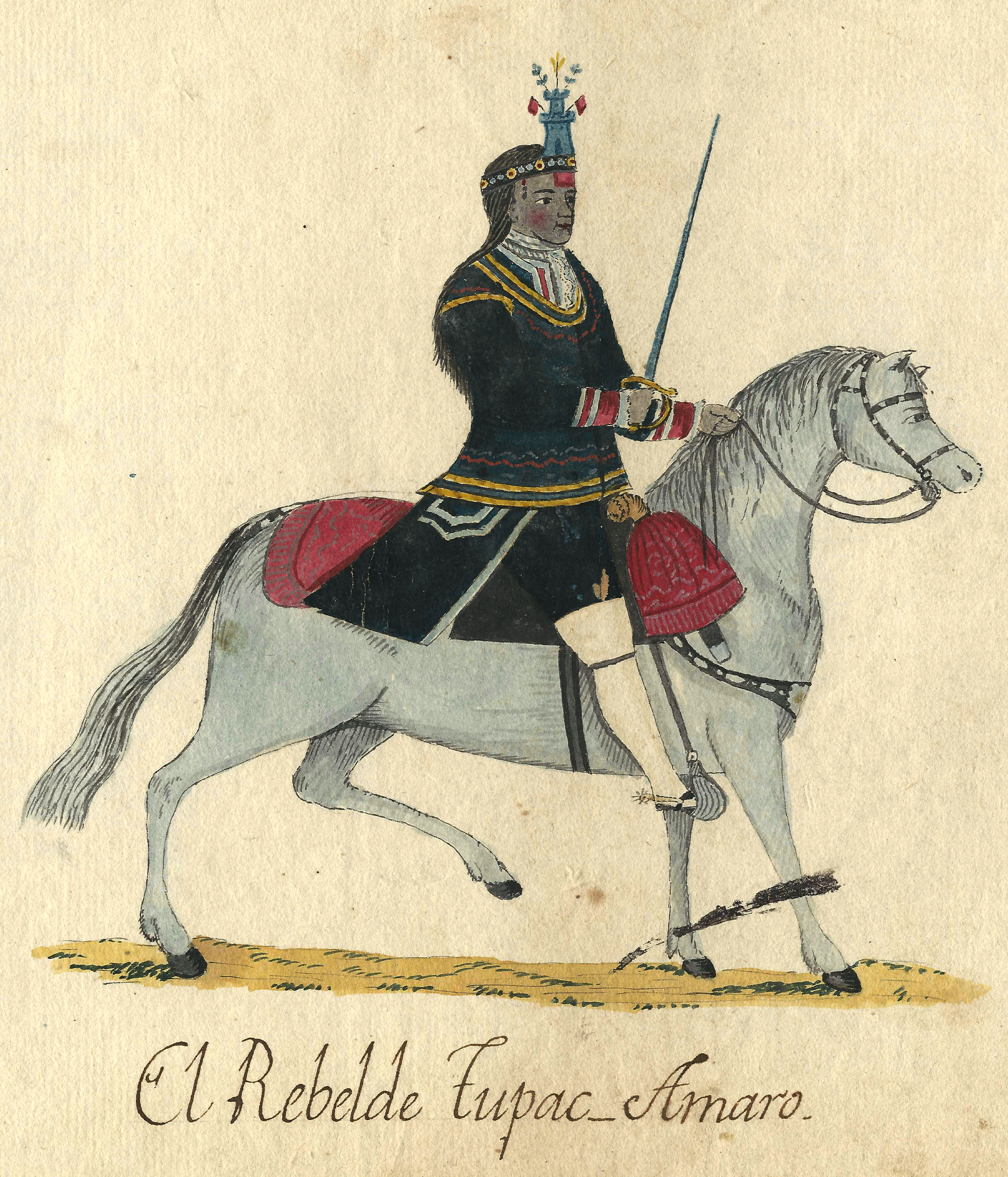
Túpac Amaru II.

Na počátku 16. století Inckou říši oslabila epidemie neštovic a občanská válka mezi bratry Huáscarem a Atahualpou. Roku 1532 si Inky podrobili španělští conquistadoři pod vedením Francisca Pizarra. Bylo vytvořeno španělské Místokrálovství Peru. Nejvýznamnějším peruánským místokrálem byl Francisco de Toledo, který provedl modernizaci celého místokrálovství. Za jeho vlády byl popraven poslední exilový incký vládce Túpac Amaru I. V roce 1780 rozpoutal Túpac Amaru II. (své jméno přijal na počest posledního inckého vládce) indiánské povstání proti Španělům, které si vyžádalo životy 100 tisíc indiánů a 30 tisíc bělochů. Během okupace Španělska Napoleonem vypuklo další povstání, tentokrát vedené kreoly, ale bylo také neúspěšné.

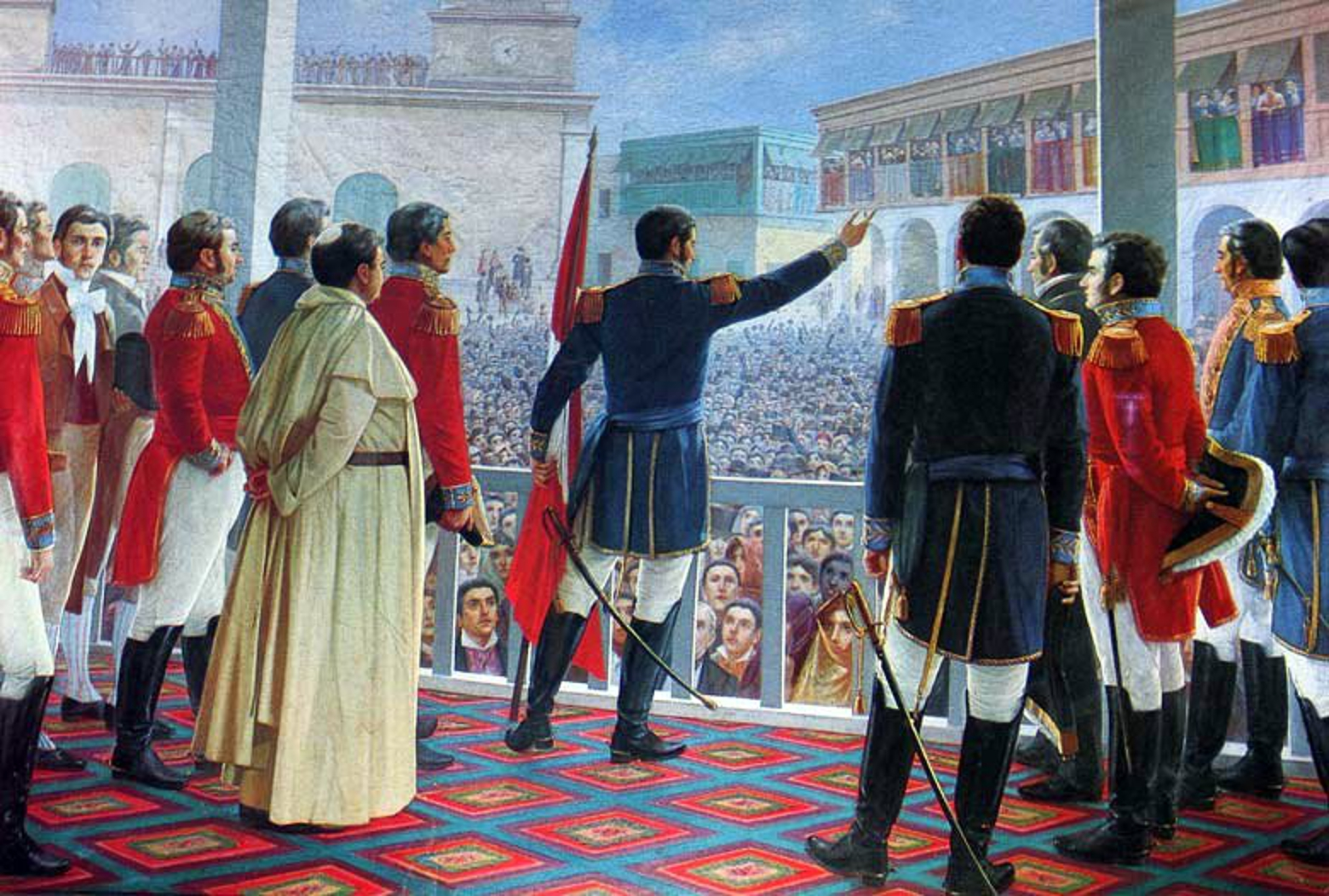
José de San Martín vyhlašuje roku 1821 nezávislost Peru na Španělsku

Peruánská válka za nezávislost, neboli boj proti koloniální španělské moci, vyvrcholila v roce 1821, kdy generál José de San Martín vyhlásil nezávislost Peru. Mezi lety 1836 až 1839 byla vytvořena Peruánsko-bolivijská konfederace, která ale byla rozpuštěna po porážce od separatistické armády v Chile.
40. až 60. léta 19. století přinesla konečně stabilitu a konsolidaci, díky vládě Ramóna Castilly. Ekonomický růst byl založen zejména na vývozu guána. V 70. letech však přišla ekonomická krize, mj. kvůli nezvládnutému velkorysému projektu výstavby železnice. Nešťastná léta vyvrcholila druhou tichomořskou válkou s Chile (1879–1883), která skončila porážkou Peru a ztrátou peruánských provincií Arica a Tacna. Po válce začalo období rekonstrukce státu, ale růst přinesl až nástup prezidenta Nicoláse de Piéroly roku 1895.
Převzetí úřadu Augustem B. Leguíou roku 1919 ukončilo sérii aristokratických vlád a nastolilo autoritářský režim. Leguía zůstal u moci jedenáct let. Jeho vláda, známá jako Oncenio (jedenáctiletí), se vyznačovala velkorysými sociálními opatřeními, kterými si získal chudé, ale také tvrdou politickou represí. Skončila roku 1930 vojenským převratem Luise Miguela Sáncheze Cerra, který zahájil období vojenských vlád (junt). Obnovení demokracie roku 1939 a první prezidentské období Manuela Prada Ugartecheho (1939–1945) přineslo období klidu. Bylo přerušeno v roce 1948 osmiletou vládou (Ochenio) vojenského diktátora Manuela Odríy. Roku 1956 se k moci vrátil Prado Ugarteche a byla znovu nastolena demokracie, ale byla znovu svržena vojenským převratem roku 1962, který vedl Ricardo Pérez Godoy. Vládou Fernanda Belaúnde Terryho byla roku 1963 opět obnovena demokracie. V roce 1968 provedly ozbrojené síly pod vedením generála Juana Velasca Alvarada další puč a moci se chopila Revoluční vojenská vláda. Alvarado provedl radikální reformy, zestátnil velkou část podniků, volil silně protiamerickou rétoriku, ale podporu chudých obyvatel tím nezískal. 

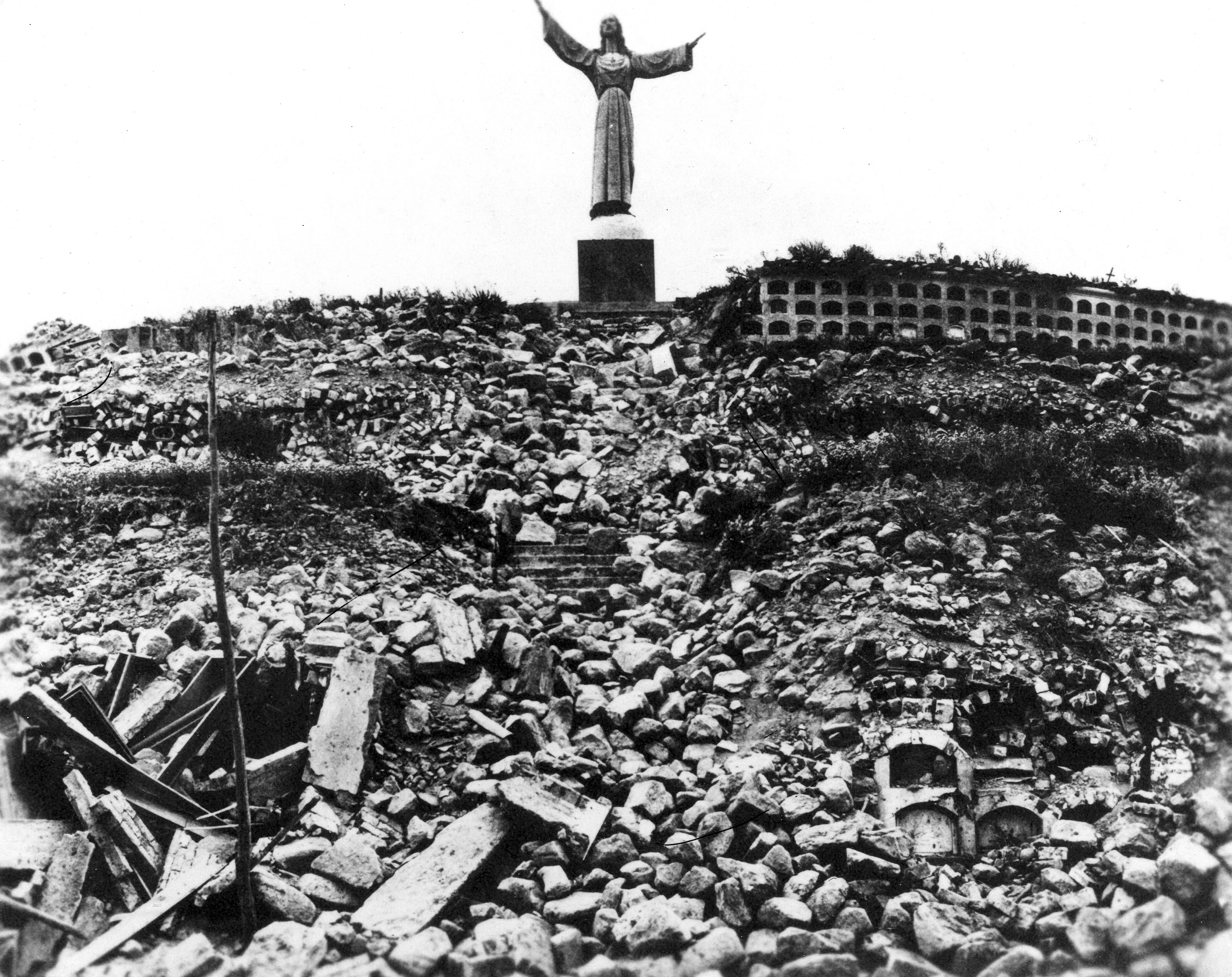
Zemětřesení roku 1970

Zemětřesení v Peru v roce 1970 si vyžádalo přes 66 000 obětí. Mezi oběťmi zemětřesení bylo také 14 členů československé horolezecké expedice, jejichž základní tábor byl zavalen sesuvem Huascaránu. V roce 1975 generál Francisco Morales Bermúdez Alvarada svrhl a dohlížel na obnovení demokracie, což roku 1980 znovu přivedlo do úřadu Fernanda Belaúnde Terryho. Jeho druhé období bylo ale značně nešťastné. Chronická inflace vedla v roce 1985 k pádu peruánské měny. Roční příjem na obyvatele klesl pod úroveň roku 1960 a peruánský HDP poklesl o 20 %. Ekonomické turbulence 80. let prohloubily sociální napětí v Peru a částečně přispěly ke vzestupu násilných venkovských povstaleckých hnutí jako byla maoistická Světlá stezka. Krvavá občanská válka mezi peruánskou armádou a Světlou stezkou si vyžádala na 70 000 obětí. Další nebezpečnou skupinou byla MRTA (Movimiento Revolucionario Túpac Amaru). 80. létá mají v Peru přezdívku „ztracené desetiletí“ (Década perdida).

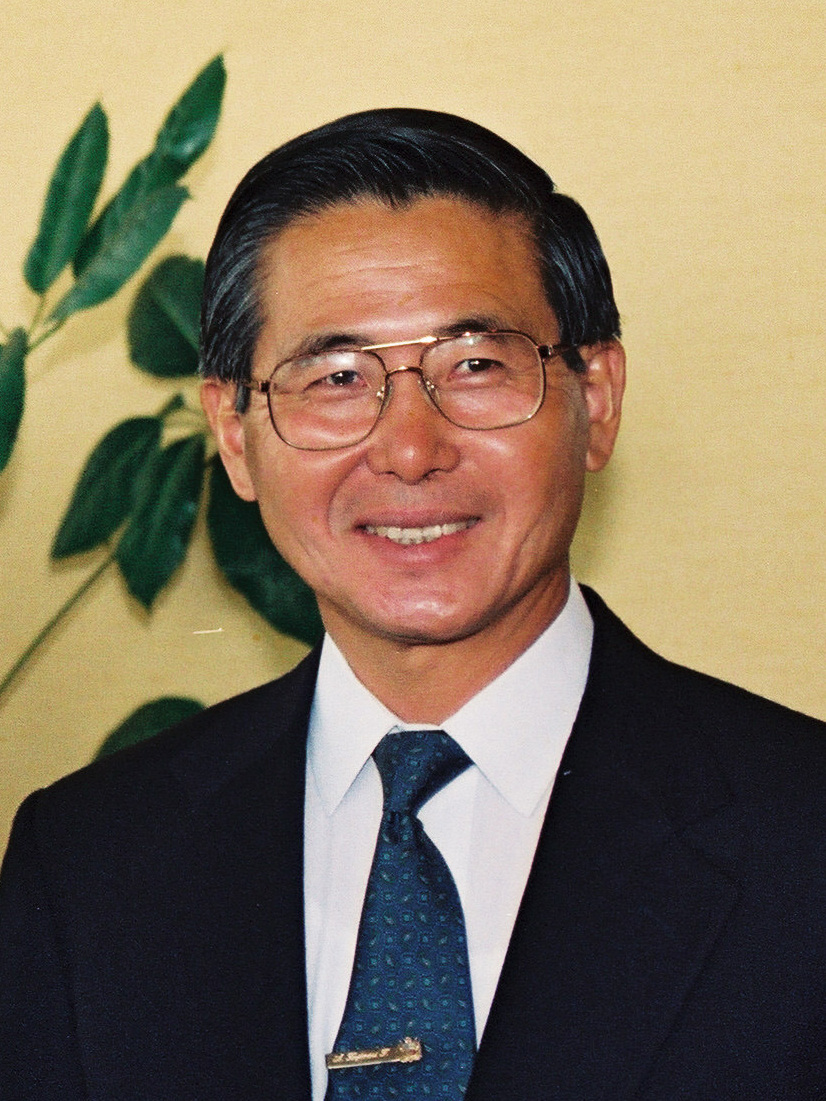
Alberto Fujimori

Politická a ekonomická krize přivedla roku 1985 do úřadu Alana Garcíu, který se pokusil vyřešit všechny ekonomické problémy zestátněním bank. Deziluze z této politiky vedla k volbě pravicového Alberta Fujimoriho v roce 1990. Fujimori, syn japonských přistěhovalců, se stal nejvýraznější osobností moderních peruánských dějin. Během své desetileté vlády definitivně porazil teroristy, zkrotil inflaci, provedl zásadní ekonomické reformy, včetně privatizace mnoha státních společností, a vytvořil příznivé klima pro podnikání a investice. Jeho vláda však nakonec skončila korupčním skandálem. V roce 2009 byl Fujimori odsouzen k 25 letům vězení za korupci a porušování lidských práv (šlo o některé nezákonné praktiky při boji s levicovými partyzány). Fujimoriovci, sdružení ve straně Fuerza Popular, vedené dcerou prezidenta Keiko Fujimoriovou, však sehrávají v peruánské politickém systému stále zásadní roli.
Problém korupce ovšem přetrval. Fujimoriho nástupce Alejandro Toledo za ni byl zatčen roku 2019, jeho nástupce Alan García se zastřelil ve stejném roce, když si pro něj šla policie, Garcíův nástupce Ollanta Humala byl nucen sledovat, jak jeho premiérka Ana Jaraová musela opustit svůj úřad kvůli skandálu se sledováním politiků a novinářů tajnou službou.
Ve volbách roku 2016 zvítězil Pedro Pablo Kuczynski ze strany Peruanos Por el Kambio (PPK). Parlamentní většinu získali fujimoriovci, prezidentem se stal Kuczynski. V rámci snahy o smír v zemi propustil z vězení Alberta Fujimoriho. Brzy však začalo vyšetřování dalšího korupčního skandálu spojeného s brazilskou stavební firmou Odebrecht, které zasáhlo i samotného prezidenta a Kuczynski rezignoval. Do prezidentského úřadu nastoupil dosavadní viceprezident Martín Vizcarra. Plán na obnovu ekonomiky dostal tvrdý úder i poté, co na jaře 2017 zasáhl Peru extrémní klimatický jev El Niňo. O domov přišlo přes 15 000 lidí, těžce byla zasažena infrastruktura i zemědělství. V letech 2019–2020 pokračovala ústavní krize. Prezident Vizcarra nejprve 30. září 2019 rozpustil kongres, ten krok považoval za neústavní a nominoval (2.) viceprezidentku Mercedes Aráozovou na přechodnou hlavu státu. Tyto kroky však byly prohlášeny za neplatné a Vizcarra nakonec vyhlásil volby na leden 2020. Nový kongres se již v září 2020, za sílící pandemie covidu-19 pokusil o impeachment Vizcarry. Po druhém impeachmentu 9. listopadu byl Vizcarra odvolán hlasováním Kongresu pro „morální nezpůsobilost“, byl pro to využit vágní pojem z článku 113 peruánské ústavy. Následně se, dle linie nástupnictví, stal prezidentem Manuel Merino de Lama, dosavadní předseda Kongresu. Ten ale po šesti dnech rezignoval kvůli úmrtí dvou demonstrantů. Dalším prezidentem se stal Francisco Sagasti, který působil jako prezident až do dalších řádných voleb v roce 2021.
V roce 2021 byl prezidentem zvolen levicový politik Pedro Castillo, ten čtyřikrát obměnil složení vládního kabinetu. V listopadu 2022 se pokusil posílit své pravomoce pomocí puče, nicméně byl zadržen a zbaven funkce (opět pro „morální nezpůsobilost“). Následovaly násilné protesty a střety demonstrantů s ozbrojenými složkami, prezidentkou se stala Dina Boluarteová.

## Státní symboly

### Vlajka
Peruánská vlajka je tvořena listem o poměru stran 2:3 se třemi  svislými pruhy – červeným, bílým a červeným.
Na státní vlajce je uprostřed umístěný štít ze státního znaku z roku 1825, který obepínají dvě zelené ratolesti, vavřínová a palmová, spojené dole červenou stuhou.
Na válečné vlajce je znak úplný.

### Znak
Peruánský státní znak existuje ve dvou variantách. Escudo nacional se používá na veřejných budovách a také na válečné vlajce, Escudo de armas je vyobrazen na státní vlajce a na mincích. Štít je v obou případech stejný, Escudo nacional má jako pozadí čtyři červeno-bílo-červené vlajky, z každé strany splývá podél štítu jedna kratší a jedna delší, kdežto Escudo de armas je vrouben zleva palmovou a zprava vavřínovou ratolestí, které jsou svázány stuhou v národních barvách.
Štít znaku je rozdělen na tři pole. V levém horním je vyobrazena vikuňa (divoký druh lamy) v přirozené barvě na modrém pozadí, pravé horní pole je bílé se zelenou rostlinou chinovníku. Spodní polovina znaku je červená a nese zlatý roh hojnosti.

### Hymna
Peruánskou hymnu (španělsky Himno Nacional del Perú) složil José Bernardo Alcedo. Autorem slov je José de la Torre Ugarte. Hymna byla přijata na základě veřejné soutěže k příležitosti vyhlášení nezávislosti Peru v roce 1821.

## Geografie

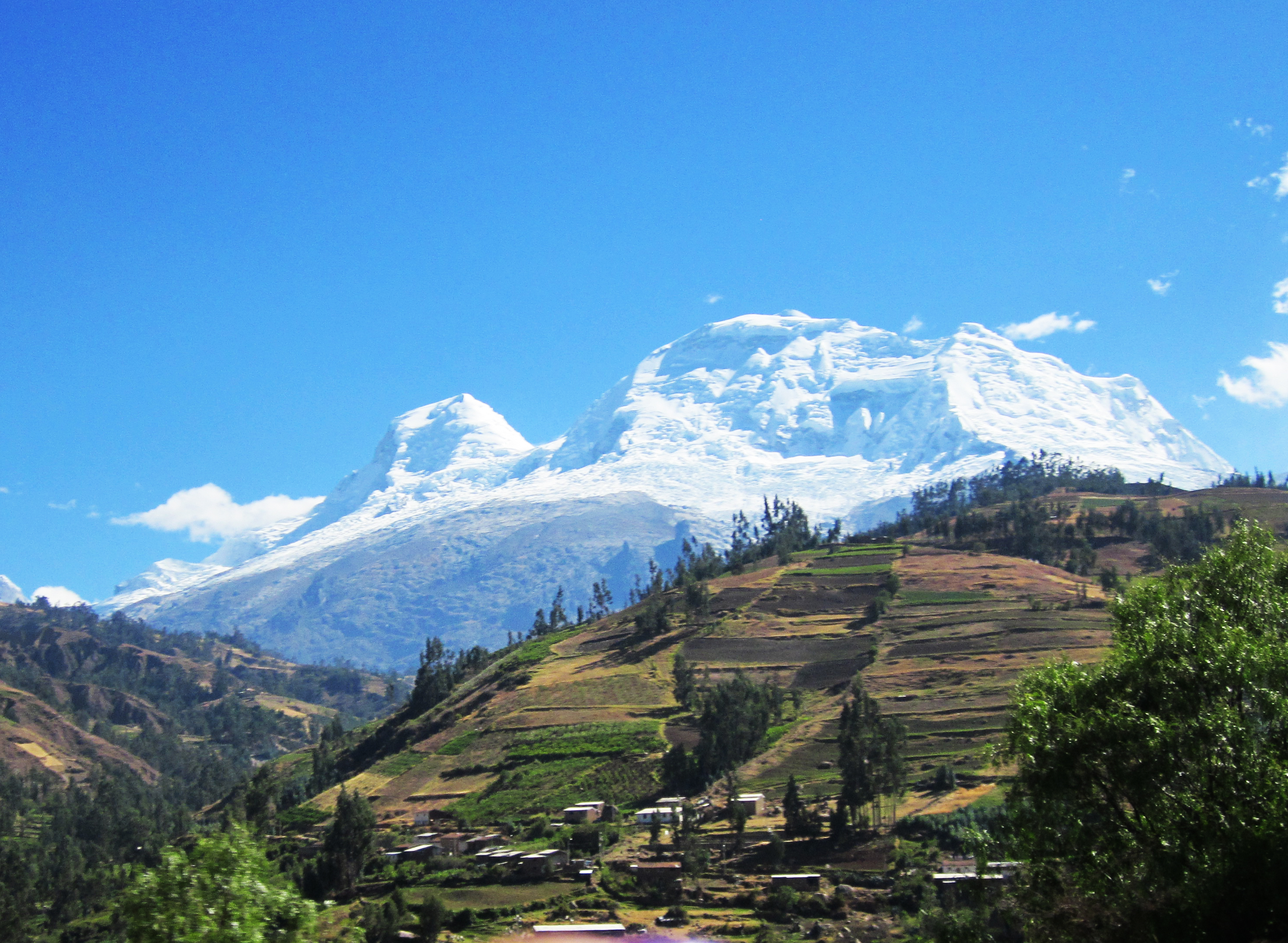
Nejvyšší hora Peru – Huascarán

Peru je třetí největší stát jihoamerického kontinentu. Je rozděleno na tři oblasti, které se táhnou ve směru sever-jih. Na západě je poušť Sechura, nejširší na severu, kde je mnoho velkých písečných dun. Dále na jih je pobřeží převážně skalnaté se souvislým pásmem hor. Z peruánských And protéká pouští asi 50 řek. Andy se zvedají směrem do vnitrozemí až do výšky přes 5000 metrů. Nejvyšší horou je Huascarán (6768 m n. m.). Hlavní dvě horská pásma Kordiller, které mají dosud činné sopky a seismickou aktivitu, jsou rozdělena vysoko položenou náhorní planinou, na níž se nachází jezero Titicaca (6900 km²).
Na východní straně And se vrcholky pozvolna svažují do amazonské nížiny, která zabírá 62 % území státu. Peru má zhruba třikrát více obyvatel než ČR, avšak hustota obyvatelstva (počet obyvatel na 1 km²) je nízká. Většina obyvatel žije na úzkém pruhu země při pobřeží Tichého oceánu. Peruánské národní parky (v roce 2014 celkem 13 parků) a další chráněná území pokrývají necelých 17 % rozlohy státu.
Hlavní město Peru je Lima. Limu založil v roce 1535 španělský conquistador Francisco Pizarro. Počet obyvatel hlavního města rychle vzrostl na 6,5 milionů lidí, kteří sem přišli při putování za prací. Bohatí bydlí v nových obytných domech nebo vilách na předměstí, chudí obývají calampas, rozlehlé přelidněné čtvrtě chatrčí vyrostlých na periferii města.

### Jezero Titicaca

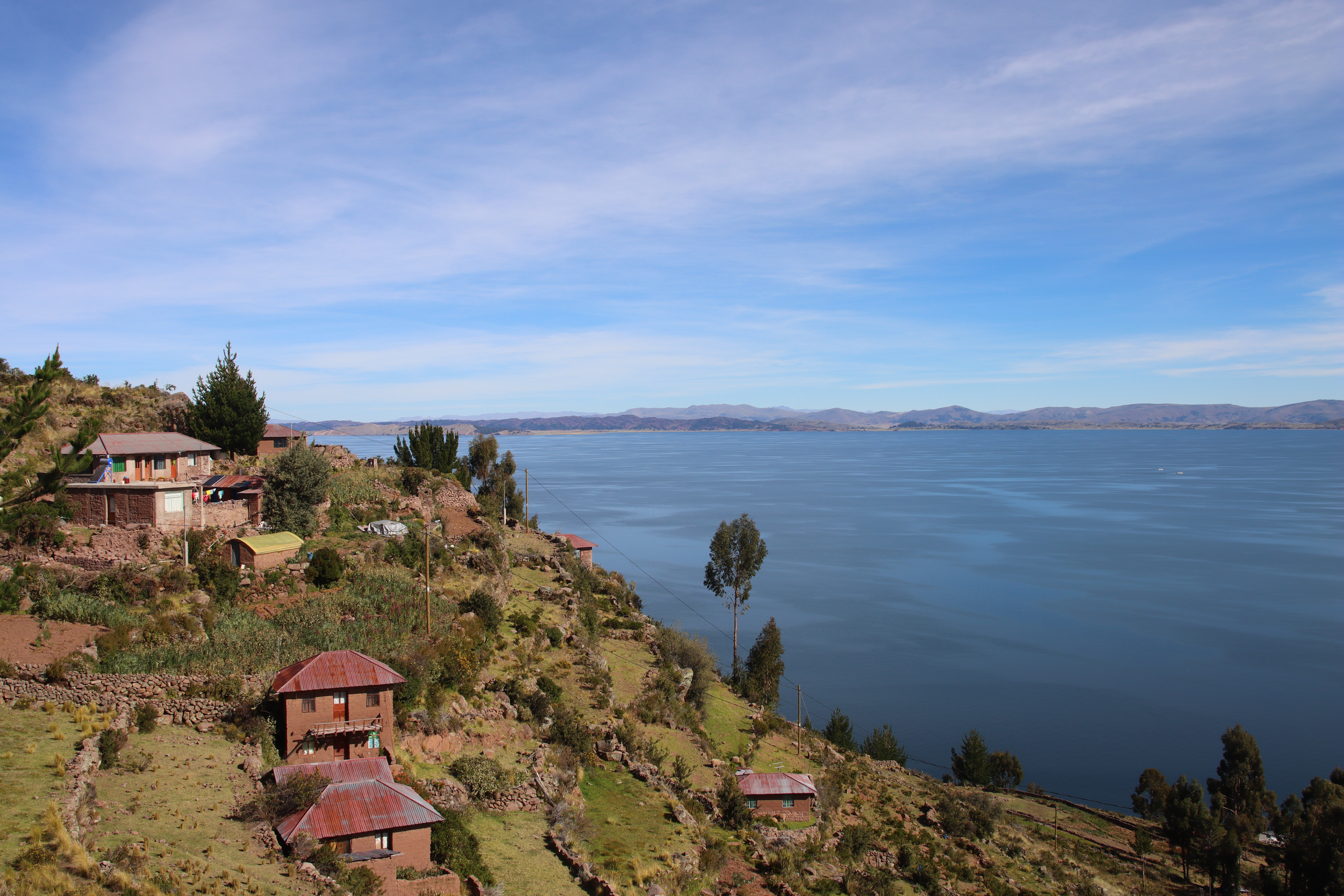
Pohled na jezero Titicaca z ostrova Taquile

Jezero Titicaca se rozkládá ve výšce 3812 m n. m., takže je nejvýše položenou vodní nádrží s pravidelnou lodní dopravou na světě, a přes hranici zasahuje do Bolívie. V jeho vodách od nepaměti lovili místní Indiáni ryby. Indiánští Uruové žijí na jezeře v obydlích postavených na několika desítkách umělých „rákosových“ ostrůvků z rostliny totora (botanicky skřípinec, druh Schoenoplectus californicus). Jejich tradiční obživou je pěstování brambor, jedné z mála užitkových rostlin plodících v této výšce, rybaření a lov ptáků žijících na jezeře a jeho březích. V současné době se převážná část z asi 1200 obyvatel žijících na ostrovech živí turismem a prodejem ručně vyráběných předmětů. Další indiánští domorodci obývají ostrovy Taquile a Amantani.

### Klimatické podmínky
Pásmo And dělí celou zemi do několika klimatických oblastí. Na pouštích při pobřeží Tichého oceánu je podnebí chladné a suché díky vlivu Humboldtova proudu, na severním pobřeží se díky vlivu jevu El Niño občas (jednou za pět či šest let) objevují období horká a vlhká. Podnebí And je vysokohorské a rozdílné podle nadmořské výšky. V severovýchodní části země, která spadá do Amazonské nížiny, je po celý rok horké a suché klima. Hlavní město Lima ležící nedaleko pobřeží Tichého oceánu má lednovou průměrnou teplotu 23 °C a červencovou teplotu 16 °C. Ročně zde spadne pouze 50 mm srážek.

## Politický systém

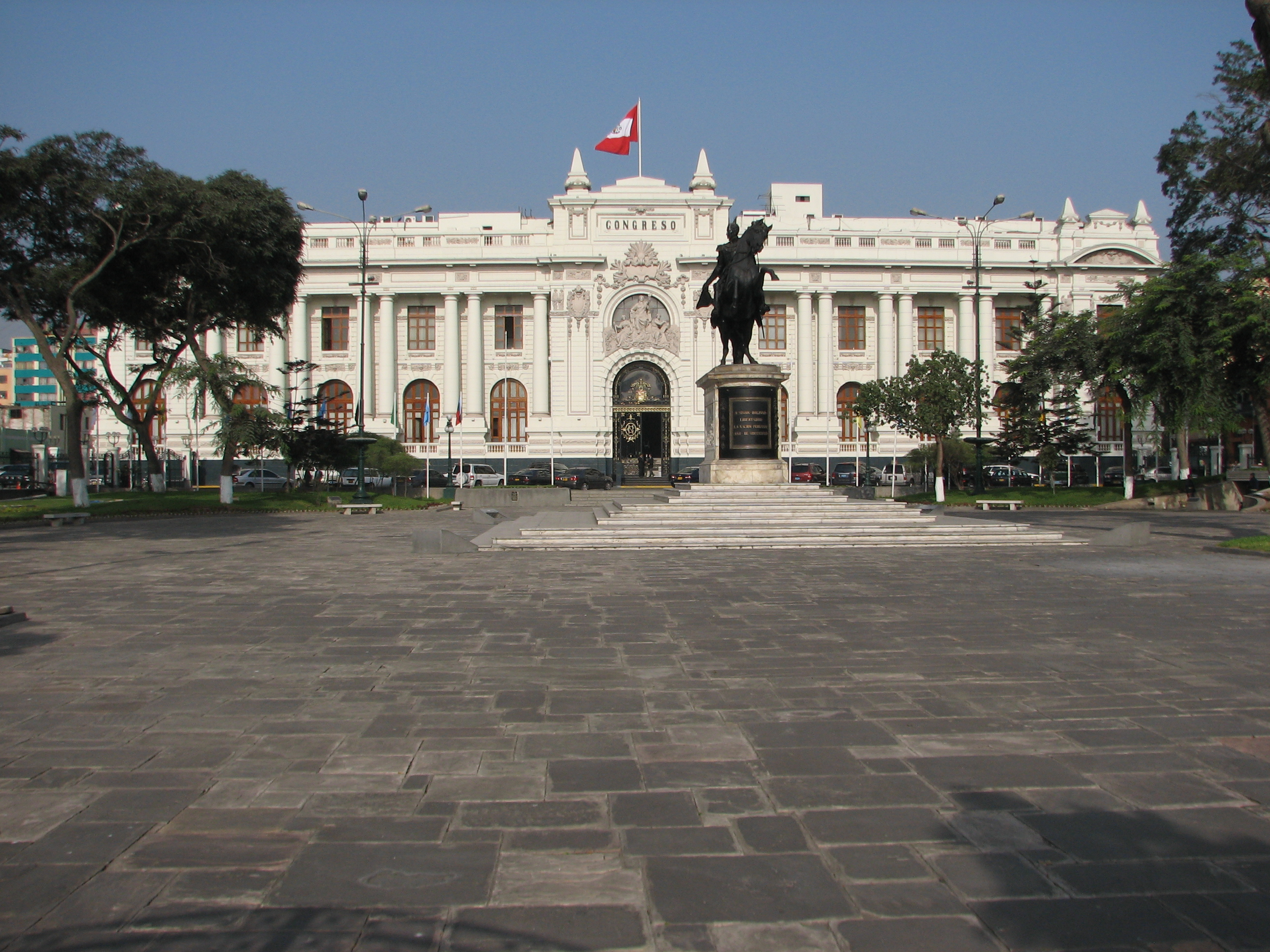
Parlament v Limě

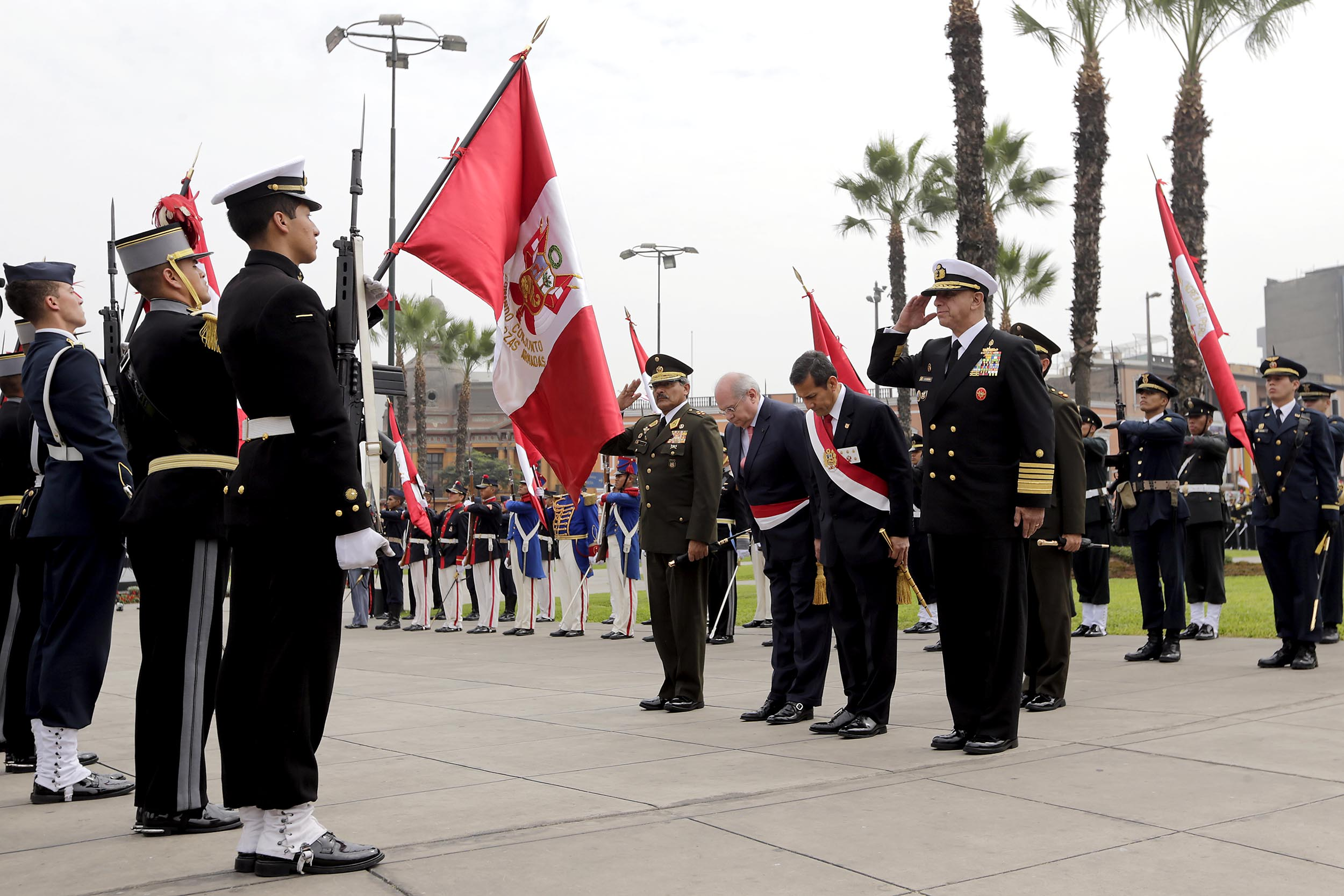
Den vlajky připomínající válku mezi Chile a koalicí Peru a Bolívie o bohatá ložiska ledku v poušti Atacama

Peru je podle ústavy z roku 1979 republika s prezidentským systémem. V roce 1992 rozpustil prezident Alberto Fujimori dvoukomorový parlament. Nová ústava, která byla přijata v roce 1993 v referendu, zavedla jednokomorový parlament a posílila moc prezidenta. Podle současné ústavy je prezident hlavou státu a vlády. Je volen na pět let lidovým hlasováním a nemůže sloužit dvě po sobě jdoucí období. Prezident ovšem sám vládě nepředsedá, ale jmenuje předsedu vlády a na jeho radu ministry. Hovoří se tak někdy o poloprezidentském systému. Parlament, zvaný Kongres republiky, je jednokomorový a má 130 členů volených na pět let. Hlasování do parlamentu je povinné, pro všechny občany ve věku 18 až 70 let.
Peru se potýká s dlouhodobou vnitropolitickou nestabilitou, charakterizovanou střídáním vlád, převraty a autoritářskými vládci. Kromě pravo-levého dělení dominuje politickému uspořádání konflikt mezi fujimoriovskými a proti-fujimoriovskými stranami.
V 80. letech v Peru probíhala teroristická kampaň partyzánských skupin hnutí zvané Sendero luminoso (Světlá stezka), při které zemřelo několik desítek tisíc lidí. Extrémisté chtěli nastolit komunistický maoistický režim a ovládnout zemi prostřednictvím teroru. Vraždili odpůrce a zastrašovali je bombovými atentáty ve městech. V roce 1992 byl jejich vůdce Abimael Guzmán zajat a uvězněn.

### Zahraniční vztahy
Peru je zapojeno do několika projektů a organizací na poli latinskoamerické integrace. Je členským státem např. organizací Společenství latinskoamerických a karibských států, Unie jihoamerických národů, Pacifická aliance, Latinskoamerický hospodářský systém, Latinskoamerické integrační sdružení, Andské společenství a přidruženým státem Mercosuru.
Napjaté jsou tradičně vztahy s Chile, s níž proběhlo v minulosti několik válek. V roce 2005 Peru znovu zpochybnilo své námořní hranice s Chile v Tichém oceánu. Za Fujimoriho vlády se zhoršily vztahy se Spojenými státy a Evropou.
Peruánec Javier Pérez de Cuéllar byl v letech 1981–1991 generálním tajemníkem OSN.

### Administrativní členění

Administrativní dělení Peru

Území Peru je od 18. listopadu 2002 spravováno 25 regionálními vládami. Každá regionální vláda spravuje jeden departement (počet 24) a konstituční provincii Callao. Departementy se dále dělí na provincie, které jsou tvořeny distrikty. Celkem je celé území rozděleno do 196 provincií (od roku 2022) a 1874 okresů. Provincie Lima nespadá pod žádnou regionální vládu.
Departamenty/regiony
- Amazonas
- Ancash
- Apurímac
- Arequipa
- Ayacucho
- Cajamarca
- Cusco
- Huancavelica
- Huánuco
- Ica
- Junín
- La Libertad
- Lambayeque
- Lima
- Loreto
- Madre de Dios
- Moquegua
- Pasco
- Piura
- Puno
- San Martín
- Tacna
- Tumbes
- Ucayali

Provincie:
- Callao
- Lima

## Ekonomika

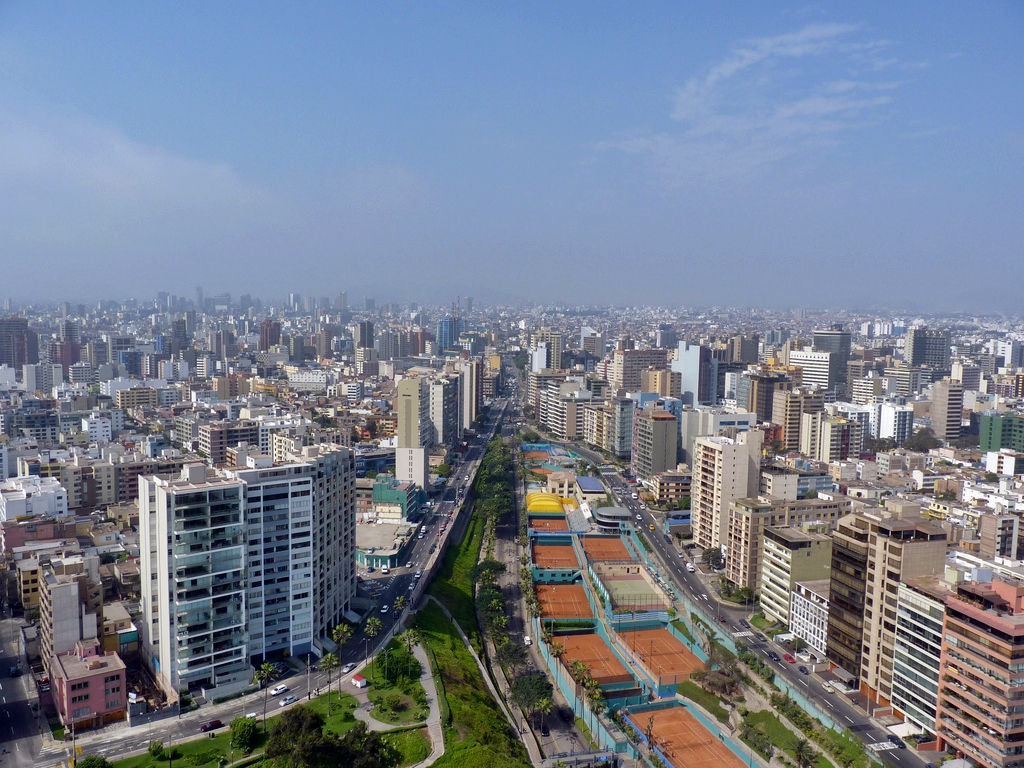
Lima je ekonomickým centrem země

Peruánská hospodářská politika zažila ve 20. století velké proměny. Vláda Juana Velasca Alvarada v letech 1968–1975 vyvlastnila zahraniční společnosti, zavedla plánovanou ekonomiku a vytvořila velký státní sektor. Tato opatření ovšem nedokázala dosáhnout kýžených cílů lépe přerozdělit bohatství a ukončit ekonomickou závislost na rozvinutých zemích. Navzdory tomu nebyla zrušena až do 90. let, kdy vláda Alberta Fujimoriho začala ekonomiku prudce deregulovat a liberalizovat. Fujimoriho reformy způsobily trvalý hospodářský růst od roku 1993, s výjimkou poklesu po asijské finanční krizi v roce 1997.
Dnes je ekonomika Peru 48. největším na světě (HDP v paritě kupní síly). Od roku 2011 je jednou z nejrychleji rostoucích ekonomik planety. Od reforem v 90. letech 20. století velmi posílil index lidského rozvoje, přesto stále zůstává podstatně nižší než v případě souseda (a tradičního rivala) Chile, které má tento index v Jižní Americe nejvyšší (Peru šestý až sedmý nejvyšší). Hospodářství je již postindustriální – služby představují 53 % hrubého domácího produktu-
Hospodářský rozvoj je ovšem nerovnoměrný. Polovina hrubého domácího produktu vzniká v metropolitní oblasti Limy, zbytek země slouží především k zemědělství a těžbě surovin. Problémem peruánské ekonomiky je, že stále stojí na exportu primárních, nezpracovaných surovin. Poptávka po peruánských nerostných surovinách (měď, zinek, zlato) roste zejména ze strany Čínské lidové republiky. K dalším problémům patří korupce, nedostatečná infrastruktura a „šedá ekonomika“, která zaměstnává 73 % ekonomicky aktivního obyvatelstva a způsobuje nízký výběr daní. Na druhou stranu k tradičním zbraním peruánské ekonomiky patří nízké zadlužení (34 % HDP) a devizové rezervy, jež svým poměrem k HDP (29 %) patří dlouhodobě k nejvyšším v Latinské Americe i na světě. Díky tomu je i velmi stabilní místní měna sol. Na rozdíl od jiných jihoamerických zemí není platba americkými dolary v maloobchodní síti běžná. Silná domácí měna je důležitá vzhledem k závislosti na dovozu. Naopak ale komplikuje život exportérům.
Hlavními obchodními partnery (k roku 2017) jsou Čína (26 % exportu a 22 % importu) a Spojené státy americké (16 % vývozu a 20 % dovozu). Nejvýznamnější exportní položky jsou rudy mědi, zinku, jejich slitiny, maso a ryby, zemní plyn.

### Zemědělství

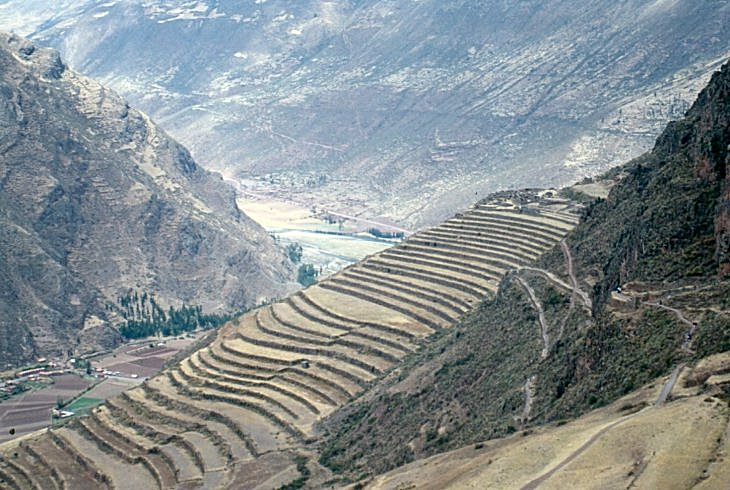
Zemědělské terasy v Pisacu

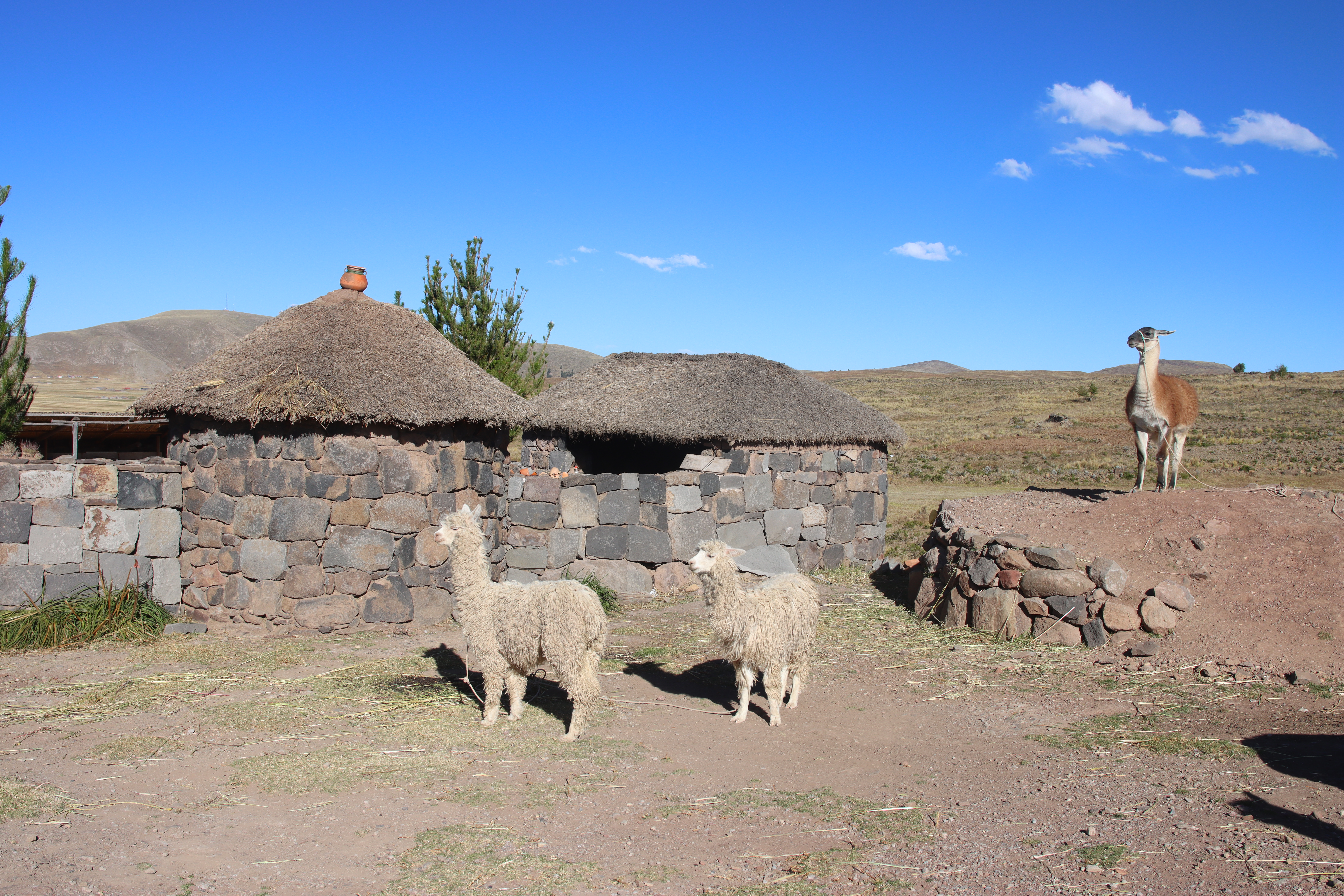
Lama a dvě alpaky u Puna

Ačkoliv Peru má pouze 3 % orné půdy, 36 % ekonomicky aktivních obyvatel pracuje na farmách. 21 % půdy se využívá pro pastevectví. Hlavními oblastmi pěstování plodin jsou území podél řek protékajících pouští. Cukrová třtina a bavlník jsou hlavními obchodními plodinami, pro obživu se pěstuje rýže. Vinná réva, olivy, tabák, pomeranče a banány se pěstují v Andách, ve vyšších polohách pak obiloviny, fazole, a brambory. Na východních svazích se využívá půda pro chov ovcí, lam a alpak. V zemi se pěstuje i koka.

### Rybolov
Chladný Humboldtův proud přináší obrovské množství planktonu, což je výborná potrava pro ryby. Peru je jedním z největších producentů ryb s průměrným ročním úlovkem 45 milionů tun. Hlavními druhy ryb jsou sardele, tuňák, makrelovité ryby a sardinky. Každý 9. nebo 10. rok však teplý mořský proud El Niño naruší rovnováhu organického života a ryby odplují za potravou jinam. To samozřejmě těžce postihuje rybářský průmysl.

### Lesnictví
Obrovské lesní plochy ve vnitrozemí jsou těžko přístupné a využitelné. K přepravě některých produktů se využívají řeky a přístav ve městě Iquitos.

### Těžba
Peru má bohatá naleziště různých nerostů, zejména mědi, stříbra, železa a zlata a také ropy a uhlí. Peru je druhé na světě v produkci stříbra, páté na světě v produkci zlata (8,2 % světové produkce), v Latinské Americe první v produkci olova a druhé, co se týče mědi. Centrum těžby železné rudy je Marcona na jižním pobřeží, ropa se těží v Amazonské nížině.

### Energie a průmysl
Mnohá průmyslová odvětví souvisí se zpracováním nerostů a jsou umístěna v oblasti And. Průmysl se rozvíjí ve městech na pobřeží. V mnohých přístavech je důležitá výroba rybí moučky, hojně rozšířený je průmysl potravinářský a textilní. K dalším odvětvím patří výroba cementu, oceli, stavba lodí, montáž aut aj. Hlavní průmyslovou oblastí je Lima Callao, neboť je zde soustředěno 70 % veškerého průmyslu. 57 % elektrické energie dodávají hydroelektrárny.

### Doprava
Pouště při pobřeží, zalesněné vnitrozemí a pohoří And působí problémy v dopravě. Důležitá je doprava letecká, ačkoliv většina Peruánců na ni nemá prostředky. Jedna z nejobdivuhodnějších železnic (transandská) světa vede z Limy do vnitrozemí do La Oroya. Měří 170 km a překonává výšku 4816 metrů nad mořem. Silnice v Peru čítají kolem 137 000 km, které tvoří tři velké skupiny: dálnice, vnitřní silnice a spojovací sítě. To všechno spojuje okresy a hlavní města provincii. To zase dovoluje všem občanům cestovat svým autem nebo autobusem mnoha linek. Z 20 000 km má pevný povrch. Důležitou dopravní spojnicí je Panamerická dálnice (3337 km).

## Obyvatelstvo

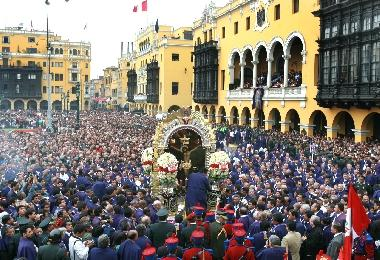
Señor de los Milagros, Lima

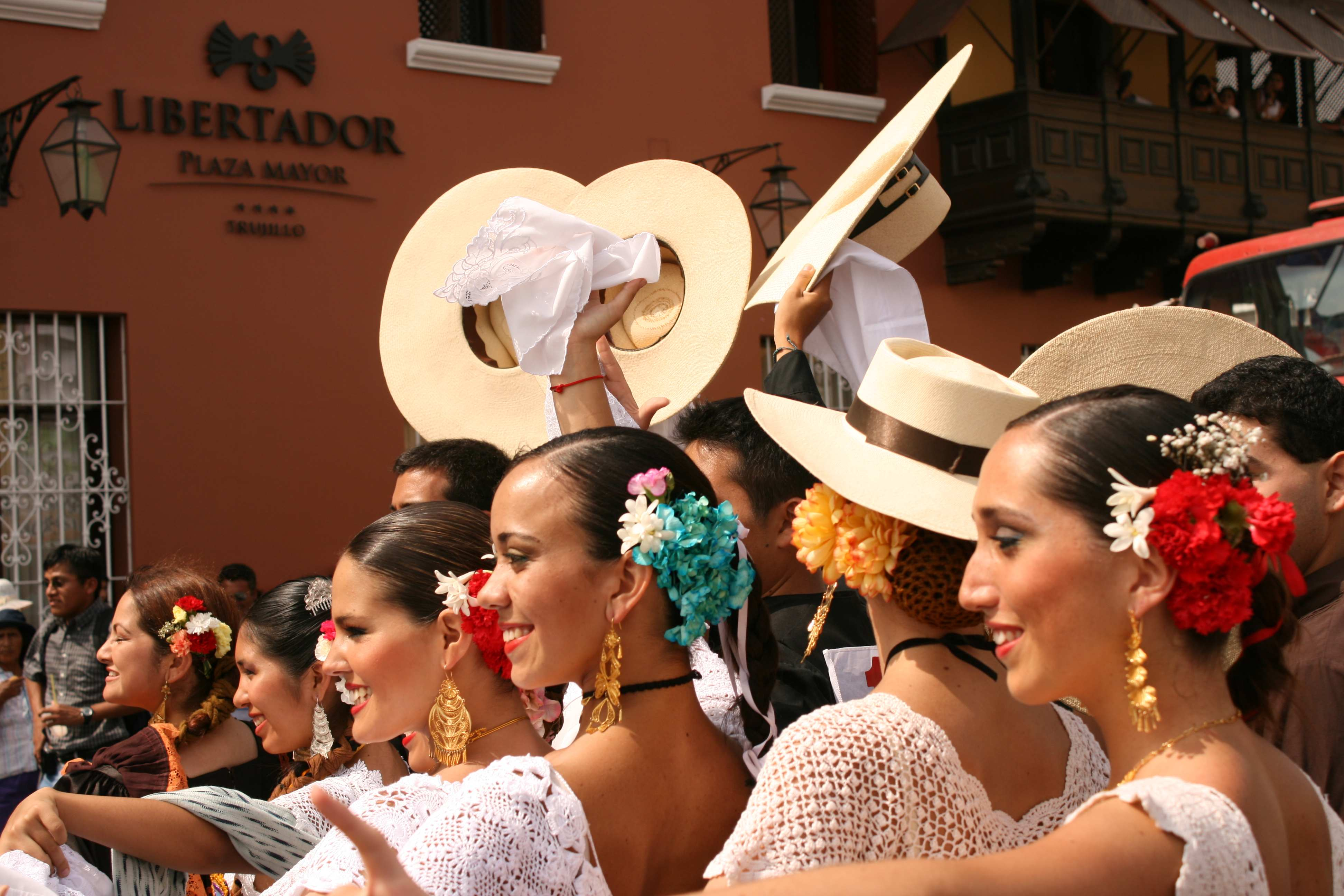
Peruánské ženy ve městě Trujillo

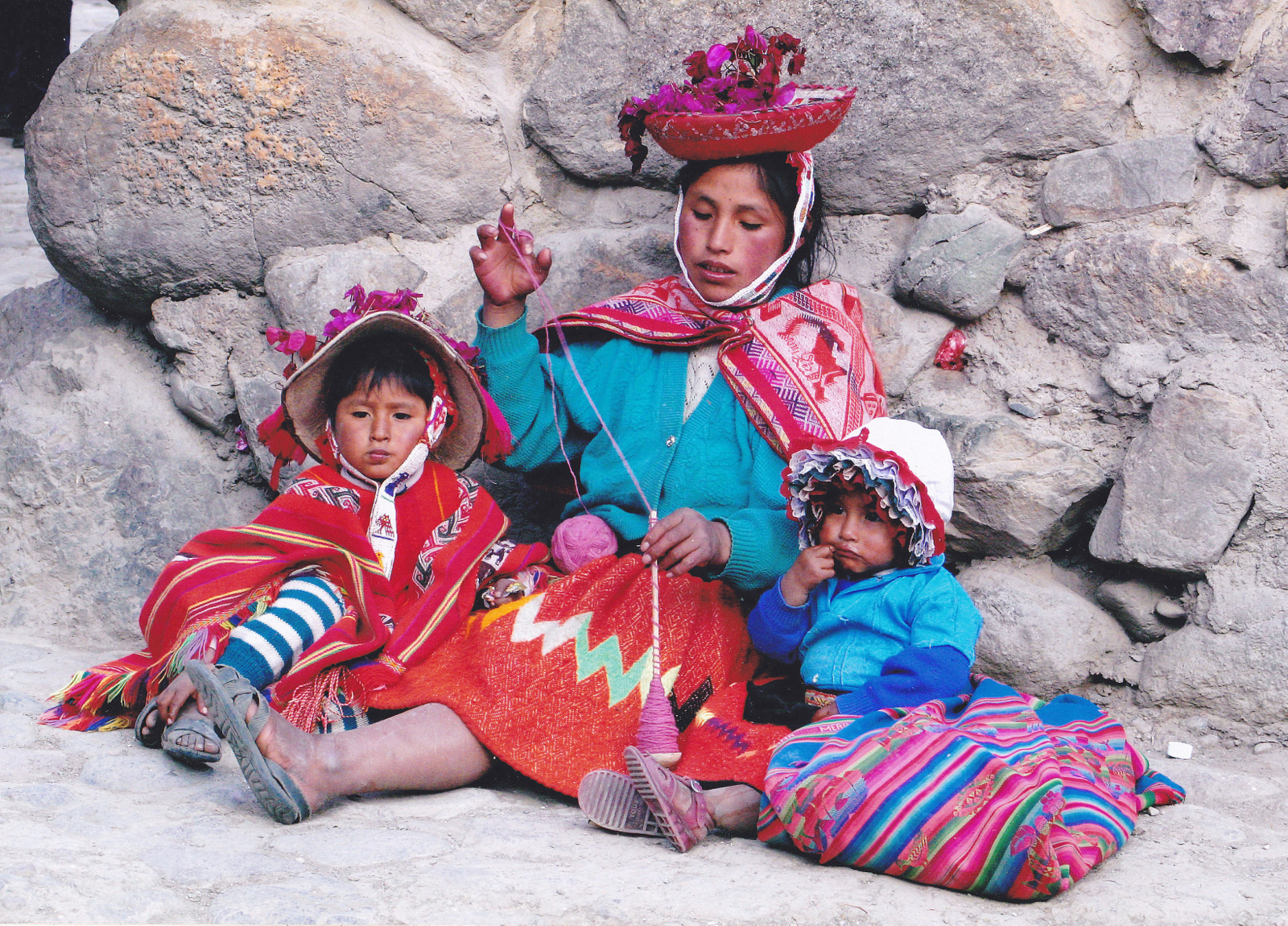
Kečujská žena s dětmi

Peruánský statistický úřad odhadl v roce 2018 počet obyvatel na 32 162 184. Průměrný populační přírůstek pak na 1,07 %. Podle peruánského sčítání z roku 1940 mělo Peru sedm milionů obyvatel.
Třetina všech obyvatel žije v metropolitní oblast Lima-Callao (10 milionů lidí). V hlavním městě Lima je to asi čtvrtina. Více než polovina obyvatel země je soustředěná na pobřeží. Naproti tomu rozsáhlé oblasti Amazonie na východě jsou osídleny jen velmi řídce. Ve městech žije 76,9 % obyvatelstva. Mezi největší města v Andách patří Arequipa, Cuzco a Huancayo. Další důležitá města jsou pří pobřeží – Callao, Trujillo, Chiclayo, Piura a Chimbote. Iquitos je největší amazonský přístav v zemi.
98 % obyvatelstva má peruánské občanství, v pohraničních oblastech žijí skupiny Ekvádorců, Bolivijců a Brazilců bez občanství. V Peru žije téměř milion etnických Číňanů a asi 100 tisíc Japonců, kteří sem přišli koncem 19. století. V roce 2018 do země přišla migrační vlna Venezuelců prchajících kvůli rozkladu své země pod vládou chávezistů. Podle peruánského imigračního úřadu jich je přes 800 tisíc.
45 % obyvatelstva Peru jsou potomci původních Indiánů, především kmenů Kečua a Aymará. 37 % jsou míšenci původního obyvatelstva a bělochů (mestici), 15 % jsou běloši (převážně španělského původu), 3 % ostatní. Ve východní Amazonii žije 333 tisíc domorodých indiánů rozdělených do 32 etnických skupin, mezi kterými jsou největší Asháninkaové, jejichž populace se odhaduje na 51 tisíc. V pralese žije i několik civilizací nekontaktovaných indiánských kmenů.
Úřední jazyky jsou dva, španělština a kečuánština. Mluví se však též více než padesáti domorodými jazyky, největší z nich je ajmarština, následují jazyky aguaruna, asháninka, shipibo-conibo, chayahuita ad.
Podle sčítání lidu z roku 2005 se 81,3 % Peruánců hlásí k římskokatolickému náboženství, 12,5 % k protestantismu. Podíl protestantských a zejména letničních církví však stále roste, stejně jako i v jiných latinoamerických zemích. Do křesťanství mnoha lidí se ovšem prolínají i staroindiánské elementy.
V Limě je nejstarší univerzita v Latinské Americe, založená roku 1551.

## Kultura

### Umění

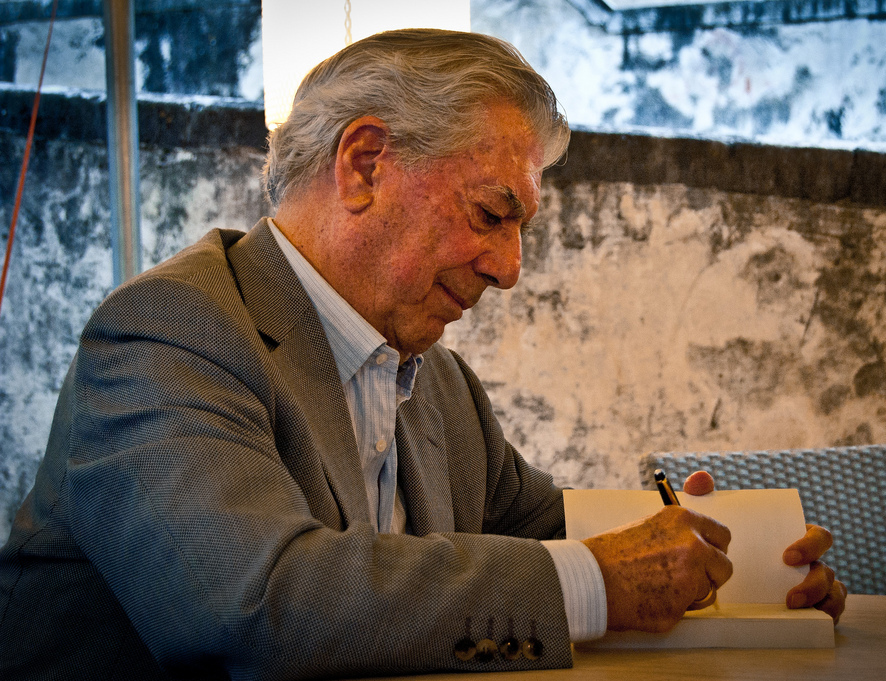
Mario Vargas Llosa

Peruánský spisovatel Mario Vargas Llosa obdržel v roce 2010 Nobelovu cenu za literaturu, jako první Peruánec v historii. V roce 1994 získal rovněž Cervantesovu cenu, nejprestižnější literární ocenění španělsky mluvícího světa, opět jako první Peruánec a dosud jediný (k roku 2024). K oceňovaným autorům patřil i básník César Vallejo, který byl členem skupiny peruánských intelektuálů zvaných Severní skupina (Grupo Norte). Otcem zakladatelem peruánské literatury byl kronikář Inca Garcilaso de la Vega, první jihoamerický autor, který se prosadil v Evropě. Novinář a filozof José Carlos Mariátegui byl představitelem marxismu a měl silný vliv na vývoj celé jihoamerické levice. Spisovatelé José María Arguedas nebo Ciro Alegría zachytili ve svých románech život peruánských indiánů.
Slavnou zpěvačkou byla Yma Sumacová, operním tenorem Juan Diego Flórez. Hudební skupina Los Saicos je někdy označována za první punkovou skupinu historie. Jako ilustrátor fantasy knih proslul Boris Vallejo. Režisérka Claudia Llosaová získala v roce 2009 se svým filmem Mléko žalu Zlatého medvěda na festivalu v Berlíně.

### Památky

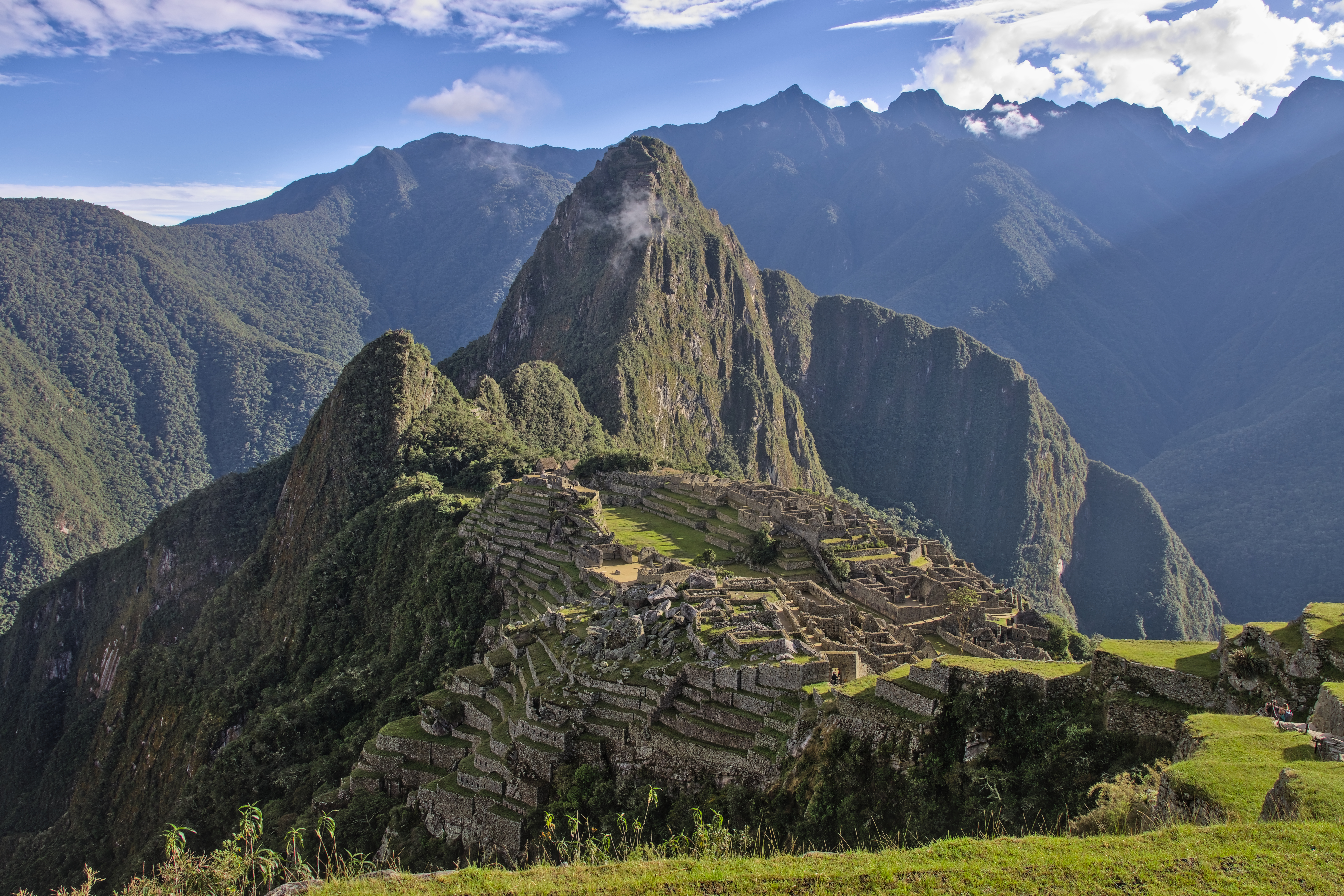
Machu Picchu

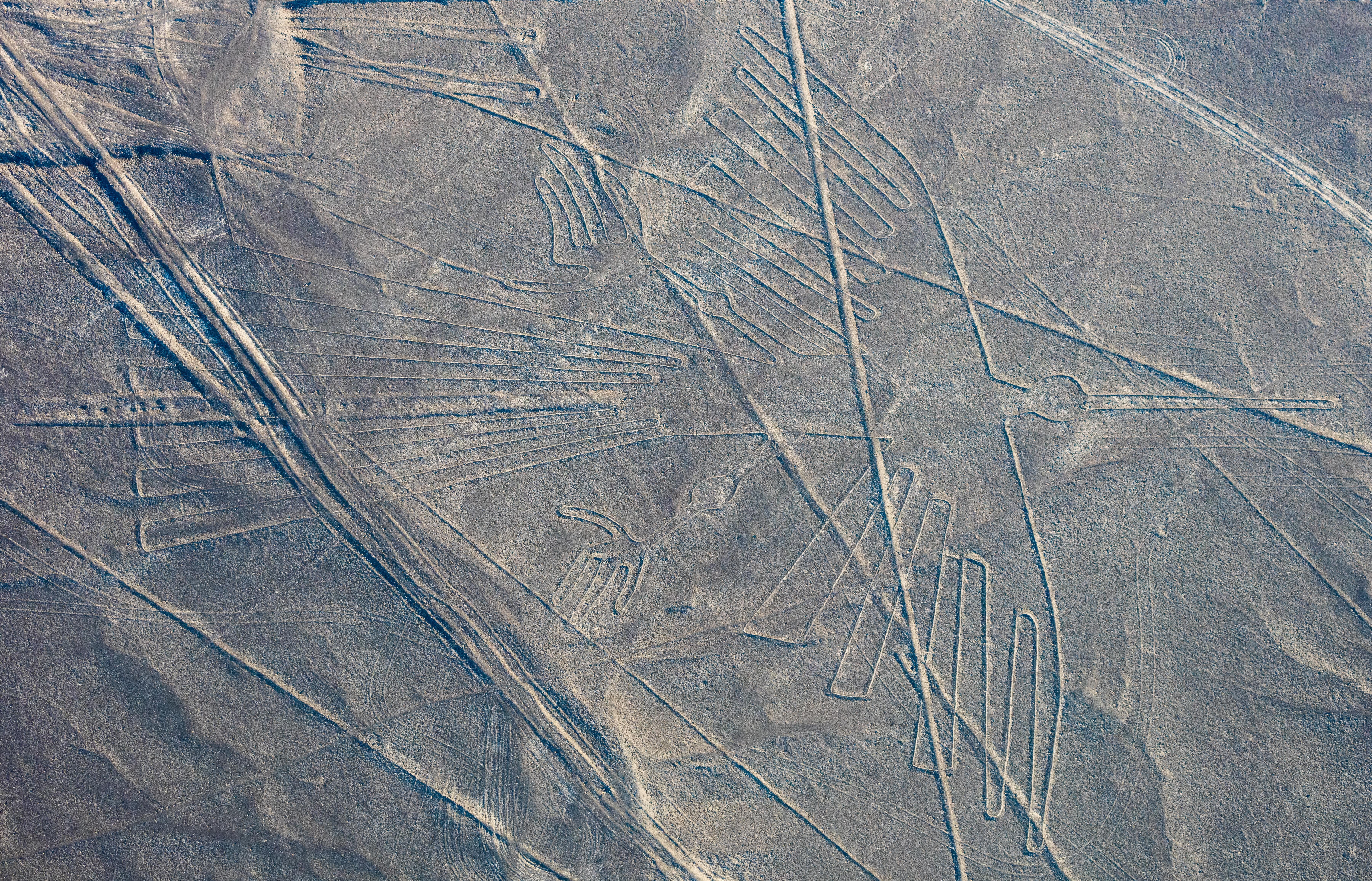
Geoglyfy v Nazce

Peru má po Brazílii druhý největší počet památek na seznamu světového kulturního dědictví UNESCO v Jižní Americe, zejména díky ohromnému množství pozůstatků indiánských kultur. Na seznam byla zapsána předkolumbovská města Cuzco, Machu Picchu, Chan Chan, Caral-Supe a Chavín de Huántar, geoglyfy na planině Nazca a Pampas de Jumana, historické centrum Limy a klášter San Francisco de Lima, historické centrum města Arequipa a andský systém cest Qhapaq Ñan.
Vysoko v horách And vystavěné Machu Picchu bylo v 15. a 16. století významným inckým městem. Opevněné sídlo uniklo pozornosti španělských dobyvatelů, kteří sem vtrhli v roce 1532, a zůstalo zapomenuto až do roku 1911, kdy je objevil americký archeolog Hiram Bingham. Díky tomu je nejzachovalejší inckou památkou. Zachovaly se zbytky kultovních objektů a 143 obytných domů.
Geoglyfy na náhorní plošině Nazca tvoří více než 300 obrazců, tvořených světlými liniemi, vzniklými odstraněním tmavšího vulkanického povrchu. Jednotlivé obrazce jsou zřetelné až při pohledu z letadla nebo balonu a dodnes není jednoznačně prokázáno, z jakého důvodu byly vytvořeny.
Hlavní centrum Incké říše Cuzco leželo na východních svazích And ve výšce 3400 metrů. Když inckou metropoli spatřili španělští kronikáři v 16. století, napsali, že žádné město ve staré Evropě se s ní nemůže srovnávat. Hlavní inckou památkou je pevnost Sacsayhuamán. Roku 1536 se stala základnou povstání Manco Cápaca II. proti Španělům, poté byla pobořena. Na ruinách inckého Cuzca vystavěly Španělé město nové. Nejvýznamnější křesťanskou památkou je Katedrála Nanebevzetí Panny Marie.

### Věda
Archeoložka a matematička německého původu Maria Reicheová se proslavila výzkumem geoglyfů a petroglyfů na planině Nazca, jejich měření a zkoumání zasvětila celý život, přičemž byla zastánkyní astronomické interpretace této starověké památky. Ekonom Hernando de Soto je známý svou prací v oboru informační ekonomie. Je též prezidentem Institutu pro svobodu a demokracii, vlivného think-tanku zabývajícího se rozvojem zemí třetího světa, sídlícího v Limě. Významným matematikem specializujícím se na teorii čísel je Harald Helfgott.

### Kuchyně

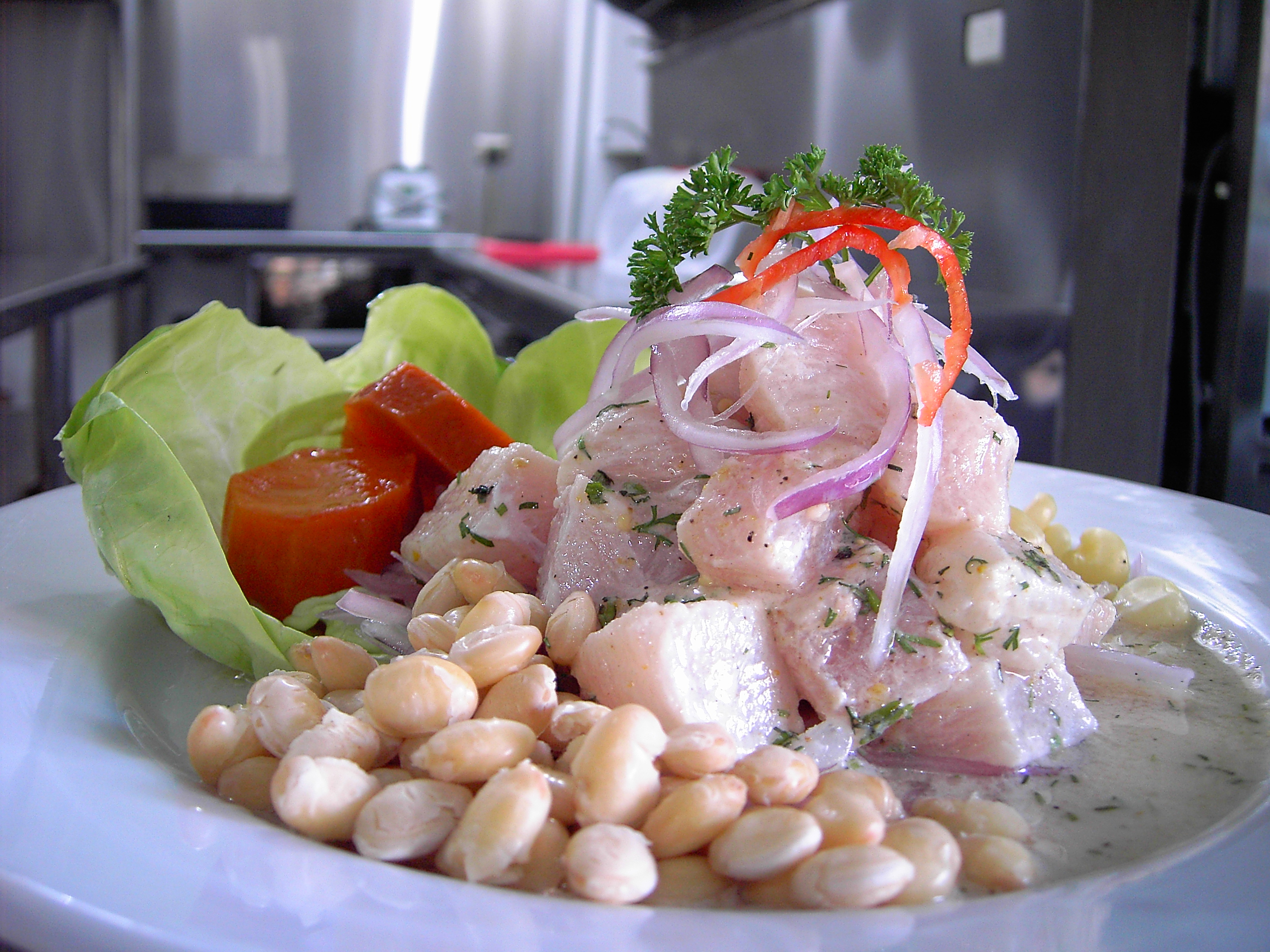
Ceviche

Peruánská kuchyně vychází z vlivů kuchyně Inků a dalších indiánských kmenů, španělské kuchyně, čínské kuchyně, africké kuchyně, ale i italské, německé nebo japonské kuchyně. Mezi tradiční základní suroviny peruánské kuchyně patří brambory (kterých je v Peru dostupných stovky druhů), kukuřice, quinoa, luštěniny a různé hlízy (jako je oka, lichořeřišnice nebo melok). Španělé do Peru přivezli pšenici, rýži, citróny a hovězí, vepřové a kuřecí maso. Peruánské pokrmy bývají typicky velmi pikantní, používá se několik druhů chilli (nejpopulárnější druh chilli je ají). Typickou místní specialitou je ceviche, tvoří ji syrové ryby nebo mořské plody podávaná pokapané citrónem nebo limetkou a s chilli a bylinkami. Jako příloha se často podávají brambory. Ceviche se podává především v pobřežních oblastech Peru. Především v horských oblastech je oblíbeným pokrmem pečené morče cuy, podávané vcelku, často s bramborami nebo maniokem. Oblíbené jsou, jako i v jiných latinoamerických zemích, tamales a empanada. Ze sladkostí je to dezert z dýně picarones nebo mazamorra morada, kaše z fialové kukuřice ochucená skořicí. Z pálenek je oblíbené pisco, pivo se vaří hlavně z kukuřice, z nealkoholických nápojů je oblíbená chica morada nebo inca kola.

### Sport

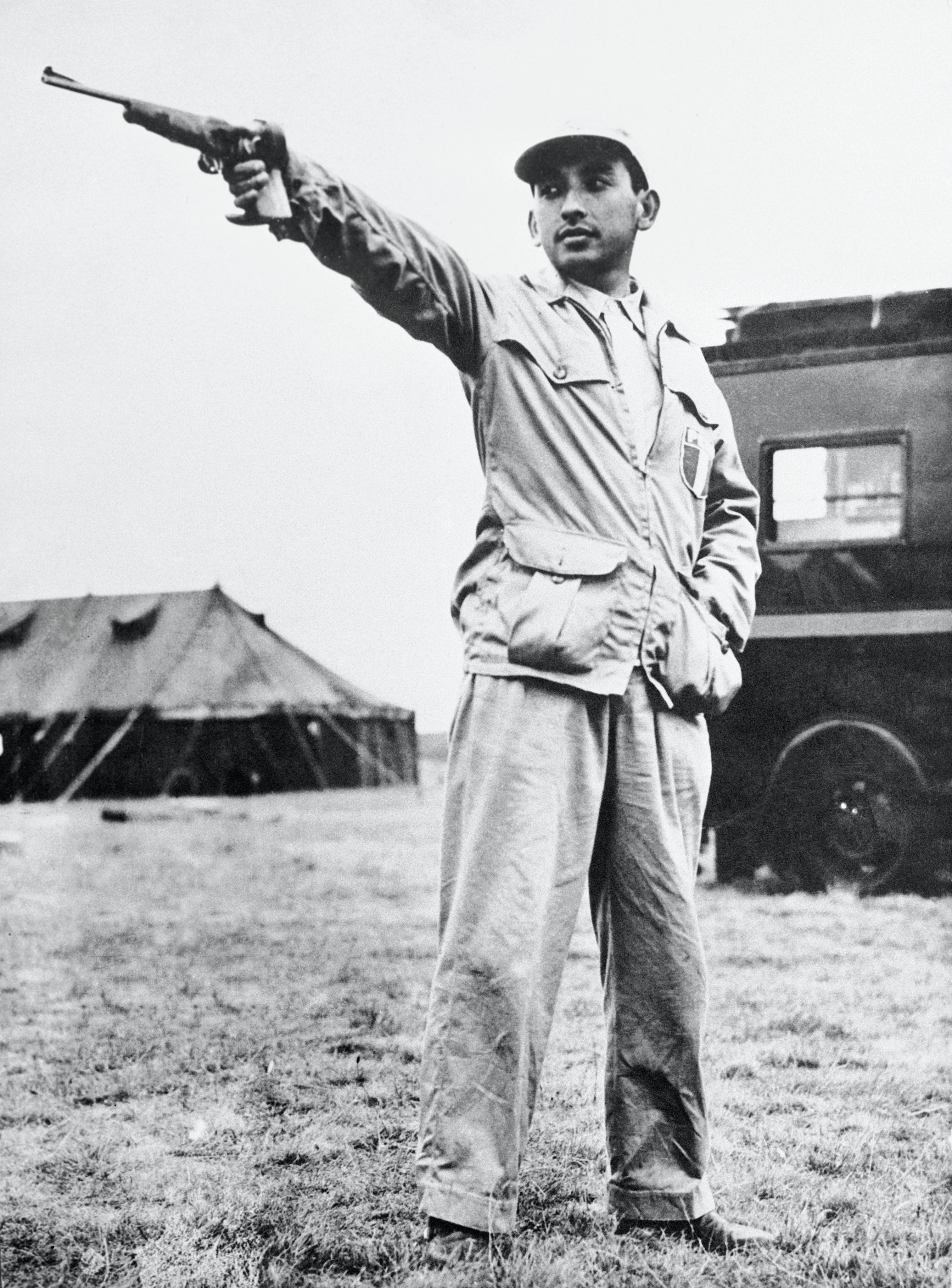
Edwin Vásquez

Peru se zúčastňuje olympijských her od roku 1936 (ačkoli již roku 1900 soutěžil Peruánec Carlos de Candamo). Dosud získala jednu zlatou medaili (k roku 2024). Z londýnských her ji roku 1948 přivezl sportovní střelec Edwin Vásquez. Také dvě ze tří stříbrných medailí byly střelecké (Francisco Boza, Juan Giha). Tu třetí vybojovala ženská volejbalová reprezentace na olympijských hrách v Soulu roku 1988. Pátou olympijskou medaili pro Peru vybojoval na hrách v Paříži roku 2024 jachtař Stefano Peschiera.
Členy síně slávy Mezinárodní volejbalové federace jsou Cecilia Taitová a Gabriela Pérez del Solarová. Peruánská fotbalová reprezentace dvakrát vyhrála turnaj Copa América, v letech 1939 a 1975. Nejslavnějším peruánským fotbalistou historie je Teófilo Cubillas. Stadion Estadio Monumental "U" je druhým největším fotbalovým stadionem v Jižní Americe. Peruánský tenista Alex Olmedo vyhrál roku 1959 Wimbledon i Australian Open, reprezentoval ovšem Spojené státy. Roku 1987 byl uveden do mezinárodní tenisové Síně slávy. Peruánským národním sportem je paleta frontón.